# 괴유
괴유(怪由, ? ~ 22년 음력 10월)는 고구려의 장수이다. 북명(北溟) 사람으로, 22년에 고구려 대무신왕 때 부여와의 전쟁에서 대소왕을 죽이고 큰 공(功)을 세웠다.

## 생애
21년(대무신왕 4년) 음력 12월 고구려 대무신왕이 부여를 공격할 때 한 사람이 나타났는데, 키는 9척쯤 되고 얼굴은 희고 눈에 광채가 있었다. 그가 왕에게 배알하여 말하기를 "신은 북명(北溟) 사람 괴유(怪由)입니다. 대왕께서 북으로 부여를 정벌하신다는 것을 엿들었습니다. 신은 청하옵건데 따라가서 부여 왕의 머리를 베고자 하옵니다." 했다. 왕이 기뻐하여 허락하였다.
22년(대무신왕 5년) 음력 2월 대무신왕이 부여의 남쪽을 침공하여 평지에 진을 치자, 부여의 대소왕은 고구려군이 준비할 틈을 주지 않고 기습을 했다. 그러나 대소왕의 말이 진흙 수렁에 빠져 움직이지 못하게 되었다. 이 때 괴유가 칼을 빼어 고함을 지르며 돌격하니 부여 군사들이 이리저리 밀려 쓰러지며 버티지 못하였다. 이에 괴유가 직진하여 부여 대소왕을 잡아 머리를 베었다.
같은 해 음력 10월에 죽었다. 처음에 병이 위독하여 대무신왕이 친히 가서 위문했다. 괴유가 말하기를 "신은 북명의 미천한 사람으로 누차 두터운 은혜를 입어 죽었어도 살아있는 것과 같아 보답할 일을 감히 잊지 못하겠습니다."라고 했다. 대무신왕은 그 말을 착하게 여기고 또 큰 공로가 있었기 때문에 북명산(北溟山) 남쪽에 장사지내고 담당 관청에 명해 해마다 제사지내게 했다.

## 괴유가 등장하는 작품

### 드라마,
- 《바람의 나라》(KBS 2006년~2007년, 배우:박상욱)

## 참고자료
- 《삼국사기》 권14, 〈고구려본기〉2, 대무신왕

## 같이 보기
- 대무신왕
- 대소왕